# Guido Tonelli
Guido Emilio Tonelli (Casola in Lunigiana, 8 novembre 1950) è un fisico, divulgatore scientifico e saggista italiano.
Ha partecipato ed è stato portavoce dell'esperimento CMS presso il CERN, che ha portato alla scoperta del bosone di Higgs.

## Biografia
Dopo aver conseguito la maturità classica nel 1969 presso il liceo classico Lorenzo Costa di La Spezia (con votazione 60/60), si laurea in fisica nel 1975 all'Università di Pisa (con votazione 110/110 e lode), nel 1992 viene nominato professore associato di Fisica all’Università di Sassari. 

Nel 1996 si trasferisce all’Università di Pisa, dove dal 1999 al 2021 ricopre la carica di professore ordinario con cattedra in Fisica Generale.
Lavora nel campo della fisica delle alte energie a partire dal 1976, partecipando agli esperimenti NA1, NA7 e ALEPH al CERN di Ginevra, e all'esperimento CDF al Fermilab di Batavia (Illinois). Fra i suoi contributi alla fisica delle alte energie ci sono le prime misure di precisione della vita media dei mesoni contenenti quark charm, test sperimentali di precisione delle interazioni fondamentali del Modello standard, ricerche del bosone di Higgs, di particelle supersimmetriche e di fisica oltre il Modello standard.
A partire dai primi anni novanta la sua attività si concentra sull'esperimento Compact Muon Solenoid (CMS) presso il Large Hadron Collider (LHC) al CERN di Ginevra, al quale partecipa fin dalla fase del disegno concettuale. Contribuisce alla costruzione di CMS sviluppando l'idea originale del tracciatore centrale basato completamente su rivelatori a semiconduttore (tracciatore al silicio). Viene successivamente eletto portavoce per l'esperimento CMS per il biennio 2010-2011.
Il 13 dicembre 2011, insieme a Fabiola Gianotti, portavoce di ATLAS, presenta in un seminario al CERN i primi dati di CMS sulla presenza del bosone di Higgs intorno a una massa di 125 GeV/c2. Tale evidenza viene confermata dagli ulteriori dati acquisiti nel 2012, raggiungendo la fatidica soglia statistica delle 5 sigma e consentendo, il 4 luglio 2012, l'annuncio da parte dei due esperimenti condotti con l'LHC dell'osservazione di un nuovo bosone compatibile con il bosone di Higgs.
A seguito di questi esperimenti, nel 2012 per meriti scientifici riceve dal Presidente della Repubblica Italiana, Giorgio Napolitano, l'onorificenza di Commendatore dell'Ordine al Merito della Repubblica Italiana con la motivazione «Per il contributo alla scoperta del bosone di tipo Higgs recentemente annunciata dal CERN.»
Il 14 marzo 2013, i nuovi risultati presentati da ATLAS e CMS alla Conferenza di Moriond che si tiene a La Thuile confermano che tutte le osservazioni sperimentali raccolte fino ad allora sono consistenti con l'ipotesi che la particella osservata sia un (o il) bosone di Higgs del Modello Standard.
Grazie a questa scoperta l'8 ottobre 2013 viene annunciato che il Premio Nobel per la Fisica del 2013 è stato assegnato a François Englert e Peter Higgs con la seguente motivazione "per la scoperta teorica del meccanismo che contribuisce alla nostra comprensione dell'origine della massa delle particelle subatomiche, previsione che è stata recentemente confermata dalla scoperta della prevista particella fondamentale da parte degli esperimenti ATLAS e CMS al Large Hadron Collider del CERN".

## Vita privata
Sposato con Luciana Piddiu (laureata in filosofia), conosciuta quando frequentava l'università di Pisa, hanno due figli.

## Premi e riconoscimenti
- 2013 - Premio Breakthrough ("Special Breakthrough Prize in Fundamental Physics"), per lo sforzo scientifico che ha portato alla scoperta della nuova particella di Higgs per mezzo degli esperimenti ATLAS e CMS al Large Hadron Collider del CERN.[10]
- 2013 - Premio Enrico Fermi della Società italiana di fisica con la motivazione: «a Guido Tonelli per la scoperta, con l'esperimento CMS, di una nuova particella fondamentale con circa 125 GeV di massa e proprietà consistenti con un bosone di Higgs, teoricamente previsto da quasi 50 anni, la cui esistenza garantisce un balzo in avanti nella comprensione della fisica delle particelle.»[11]
- 2017 - Premio letterario Galileo, undicesima edizione del premio letterario per la divulgazione scientifica, vince con il libro "La nascita imperfetta delle cose" (Rizzoli Editore 2016)[12]
- 2018 - Premio Campano d'Oro, riconoscimento istituito nel 1971 dall'Università di Pisa in onore di ex allievi dell’Ateneo pisano che si sono distinti nel campo della cultura, della scienza, dell’industria e delle professioni.[13]
- 2021 - Premio Speciale Montale Fuori di Casa, con questa motivazione: «Tonelli ha compiuto nella sua vita un viaggio straordinario attraverso i misteri della Fisica e dell’Universo, ma grazie ai suoi libri anche chi pensava di essere totalmente escluso da tali conoscenze ha potuto accostarsi a temi apparentemente inaccessibile ai “profani”, come il bosone di Higgs, la particella che ha dato l’avvio per la nascita del nostro Universo, la materia oscura, il Tempo.»[14]
- 2022 - Premio Cosmos degli Studenti, vince con il libro "Il Tempo. Il sogno di uccidere Chrònos" (ed. Feltrinelli 2021)[15][16]

## Opere
- 2016, "La nascita imperfetta delle cose", editore Rizzoli. ISBN 9788858687482
- 2017, "La nuova fisica delle particelle e i segreti dell'universo. Un dialogo tra filosofia, scienza e religione", in collaborazione con Remo Bodei, editore Book Time. ISBN 9788862182867
- 2018, "Cercare mondi. Esplorazioni avventurose ai confini dell'universo", editore Rizzoli. ISBN 9788817098656
- 2020, "Genesi. Il grande racconto delle origini", editore Feltrinelli. ISBN 9788858841037
- 2021, "Cultura e scienza", in collaborazione con Marco Malvaldi e Vito Mancuso, editore Aras. ISBN 9791280074232
- 2022, "Quando si accesero le stelle. Un grande scienziato ti racconta la nascita dell'universo", in collaborazione con Sergio Rossi, editore Feltrinelli. ISBN 9788807923777
- 2022, "Tempo. Il sogno di uccidere Chrònos", editore Feltrinelli. ISBN 9788807896668
- 2023, "Materia. La magnifica illusione", editore Feltrinelli. ISBN 9788807493515
- 2025, "L'eleganza del vuoto. Di cosa è fatto l'universo", editore Feltrinelli. ISBN 9788807174865